# Ангола
Ангола (порт. Angola), или службено Република Ангола (порт. República de Angola) је држава у југозападној Африци.  Граничи се са Намибијом, Републиком Конго, Демократском Републиком Конго и Замбијом, а на западу излази на Атлантски океан. Ангола је бивша португалска колонија, има значајна природна богатства, међу којима су најзначајнији нафта и дијаманти.
Површина Анголе је 1.246.700 km². Главни град државе је Луанда. Чланица је Уједињених нација, OPEC-а, Афричке Уније, Заједнице држава португалског говорног подручја и Јужноафричке развојне заједнице. Ангола је мултиетнична држава с 25,8 милиона становника, који су припадници разних племенских група, обичаја и традиција. Култура у држави одражава векове португалске владавине у облику доминантног португалског језика и католичке цркве. Након дуготрајне борбе с колонијалистима, независност је остварена 1975. након што је основана Народна Република Ангола, марксистичко-лењинистичка једнопартијска држава коју су подржавали Совјетски Савез и Куба. Врло брзо након тога избио је грађански рат између владајућег Народног покрета за ослобођење Анголе (MPLA) i Националне уније за потпуну независност Анголе (UNITA) коју су подржавали Сједињене Државе и апартхејдска Јужноафричка Република, који је трајао до 2002. Држава је након завршетка рата постала релативно стабилна унитарна конститутивна република.

## Географија
Са 1.246.700 km², Ангола је двадесет и четврта највећа земља на свету — упоредива по величини са Малијем, или двоструко већа од Француске или Тексаса. Лежи углавном између 4° и 18° јужне географске ширине и 12° и 24° источне географске дужине.
Ангола се граничи са Намибијом на југу у дужини од 1.376 km, Замбијом на истоку у дужини од 1.110 km, Демократском Републиком Конго на североистоку у дужини од 2.511 km и Јужним Атлантским океаном на западу са обалом дугачком 201 km.
Обална ексклава Кабинда на северу граничи се са Републиком Конго и са Демократском Републиком Конго на југу. Главни град Луанда има 5.192.900 становника, и налази се на северозападу земље, на обали Атлантика.
Ангола је за 2018. имала средњу оцену индекса интегритета шумског пејзажа од 8,35/10, што је рангира на 23. место у свету од 172 земље.

### Геологија и рељеф
Уски, суви обалски појас који се простиже од крајњег севера (Луанда) до Намибије на југу; добро заливене пољопривредне висоравни; савана на далеком истоку и југу; и тропска кишна шума на северу и енклави Кабинда.
Ангола се састоји од три главне природне регије: приобалне низине, карактерисане ниским равницама и терасама; брда и планине које се уздижу из унутрашњости према обали у облику великог одсечка; и високе равничарске области, познате као високо плато (планалто), које се простиру на истоку од одсечка.
Приобална низина се подиже изнад мора у низу ниских тераса. Ова регија варира у ширини од око 25 километара код Бенгуеле до више од 150 километара у долини реке Куанза јужно од главног града Анголе, Луанде, и значајно се разликује од високих области Анголе.
Појас брда и планина прати обалу на удаљеностима од 20 до 100 километара унутра. Река Куанза дели ову зону на два дела. Северни део постепено се уздиже од приобалне зоне до просечне надморске висине од 500 метара, са врховима од 1.000 метара до 1.800 метара. Јужно од реке Куанза, брда се нагло уздижу из приобалних низина и формирају високи одсек, који се простираe од тачке источно од Луанде и пружа се јужно кроз Намибију. Одсек достиже висину од 2.400 метара на свом највишем делу, југоисточно од града Сумбе, и најстрмији је на крају на југу у планинском ланцу Сера да Чела.
Високо плато се налази на истоку од брда и планина и доминира тереном Анголе. Површина платоа је обично равна или благо валовита, али делови планине Бенгуела и подручје планине Хумпата на платоима Хуила на југу достижу висине од 2.500 метара и више. Планина Маланже на северу ретко прелази 1.000 метара у висину. Планина Бенгуела и обална област у непосредној околини Бенгуеле и Лобита, планина Бие, планина Маланже и мали део планине Хуила код града Лубанго дуги су међу насељенијим областима у Анголи.

### Клима
Клима је екваторијална и тропска. Просечна температура на обали је 16 °C зими и 21 °C лети.
Као и остатак тропске Африке, у Анголи су заступљене различите, наизменично кишне и сушне сезоне. На северу, кишна сезона може да траје чак седам месеци, обично од септембра до априла, уз повремено кратко смањење у јануару или фебруару. На југу, кишна сезона почиње касније, у новембру, и траје отприлике до фебруара. Суву сезону често карактерише јака јутарња магла. У просеку, падавине су веће на северу, али су на било којој географској ширини веће у унутрашњости него уз обалу и повећавају се са висином. Температуре падају са растојањем од екватора и са висином и имају тенденцију раста ближе Атлантском океану. Тако је у Сојо, на ушћу реке Конго, просечна годишња температура око 26 °C, али је испод 16 °C у Хуамбоу на умереној централној висоравни. Најхладнији месеци су јул и август (усред сушне сезоне), када је могуће формирање мраз на већим надморским висинама.

### Флора и фауна
Флора и фауна Анголе типична је за већи део тропске Африке. На југу, све до Бенгуеле, обални регион је богат уљаним палмама и мангровама. У северном делу покрајине су густе шуме. На југу према Куненеу су региони густог шибља. Вреже богате природним каучуком и дрвећа има у изобиљу, али у неким областима њихов број је знатно смањен примитивним методама које су усвојили домаћи сакупљачи каучука. Међу биљкама, веома заступљена је Carpodinus chylorrhiza. Ова врста и друге сорте карподинуса су веома широко распрострањене. Ландолфије су такође распрострањене у Анголи. Биљке кафе, памука и гвинејске паприке су аутохтоне, а биљка дувана цвета у неколико округа. Међу дрвећем препознатљива је анголска махагонија и Pterocarpus tinctorius познато по својој висини и карактеристичној црвеној боји.
Фауна Анголе чине бројни лавови, леопарди, гепарди, слонови, жирафе, носорози, нилски коњи, биволи, зебре, куди и многе друге врсте антилопа, дивље свиње, ноје и крокодиле. Ангола је раније служила као станиште за угроженог афричког дивљег пса, за којег се сада сматра да је изумрло у целој земљи.

## Историја
Најранији људи који су живели у овој области су били припадници ловачког племена Коисан. Они су били у великој већини измештени од стране Банту племена током банту миграције, док се мали број Коисан племена још увек налази у јужној Анголи. Географска област данашње Анголе је први пут дошла у контакт са Европљанима крајем 15. века. Португалци утврђују своје базе 1483. где се налазила Конго држава Ндонга и Лунда. Конго држава се протезала од данашњег Габона на северу до Кванза реке на југу. Португалци оснивају 1575. колонију Кабинда за превоз робова. Пре преноса робова преко Атлантика, ропство се практиковало од стране многих урођеничких народа у Африци.

### Колонијални период
Португалци, постепено, у 16. веку заузимају уски део обале са серијом ратова и формирају португалску колоније Анголу. Холанђани су окупирали Луанду од 1641. до 1648. где се они удружују са локалним становништвом како би се бранили од Португалаца.
Португал враћа Луанду 1648. и започиње процес враћања изгубљених територија. Споразумом регулише односе са Конгом 1649. и краљевствима Матамба и Ндонга 1656. Освајање Пунго Адонгао 1671. је било последње велико португалско проширење, док су покушаји заузимања Конга 1670. и Матанбе 1681. пропали. Португал проширује своју колонију иза колоније Бенгуела у 18. веку и почиње са покушајима да опколи остале регионе средином 19. века. Овај процес је довео до неколико проширења до 1880-их. Колонија је 1951. означена као прекоморска провинција, названа Португалска западна Африка. Португалци су били присутни у Анголи скоро 500 година.

### Независност
Анголски рат за независност, који се водио од 1961. до 1974, временом је постао групна борба за контролу Анголе, а завршио се 1975. када анголска влада, Национална унија за потпуну независност Анголе (УНИТА), Народни покрет за ослобођење Анголе — Радничка партија (MPLA) и Национални ослободилачки фронт Анголе (ФНЛА), потписује Алворски споразум након левичарског војног удара у Лисабону априла 1974. То је био герилски рат у којем се португалска војска борила против неколико група које су се бориле за независност.
У тим борбама водећу улогу су имали MPLA која је основана 1956, ФНЛА основана 1961. и УНИТА формирана 1966. Након дугогодишњег сукоба држава је добила независност 11. априла 1975. када ударом долази нова власт у Португалу која је одобравала давање независности португалским колонијама.

### Грађански рат
Португал је дала власт Анголе у рукама коалицији три највећа засебна покрета MPLA, FNLA и UNITA кроз Алворски споразум. Коалиција се брзо распала и држава је ушла у грађански рат. САД, Заир и Јужноафричка република су војно подржавале ФНЛА и УНИТА-у, док је Куба војно интервенисала за MPLA. Новембра 1975. MPLA је поразила УНИТА-у и протерала јужноафричке трупе. Амерички конгрес је прекинуо даље америчко војно учешће у Анголи.
Агостино Нето је проглашен за првог председника Анголе, а на његово место после смрти долази Жозе Едуардо дос Сантос 1979. Опозициони покрети ФНЛА и УНИТА, формирају заједничку владу у областима које су контролисали. Самопрокламована Демократска Република Ангола је формирана 24. новембра 1975. са Холденом Робертом и Жонасом Савимбијем као ко- председницима. Ова влада се распала 30. јануар 1976.
Грађански рат се наставља између MPLA и UNITA све до повлачења кубанских трупа из Анголе и јужноафричких из Намибије, када је потписан споразум 1989. који је водио до споразума 1991. Овај споразум је заговарао изборни процес за демократску Анголу под надгледањем Уједињених нација. MPLA је победила освојивши 49 % гласова док је УНИТА освојила 40 %. Опозиционар Савимби је одбио да прихвати резултате избора и обнавља рат. Други мировни споразум, Лусака протокол је потписан у Лусаки, Замбија 20. новембра 1994.
Овај мировни споразум између владе и УНИТА-е је предвиђао укључење УНИТА-е у владу и војсци. Међутим 1995. локални сукоби се настављају. Национална јединствена влада је основана у априлу 1997. али се борбе настављају крајем 1998. када Савимби поново по други пут обнавља рат. Савет Безбедности Уједињених нација изгласава 27. априла 1997. увођене санкција УНИТА-и. Анголска војска покреће масивну офанзиву 1999. против УНИТА-е и уништава главне капацитете УНИТА и градове које је држао Савимби. Савимби је тада објавио да се УНИТА враћа у герилску тактику ратовања и већи део земље захватају немири. Око 1.500.000 људи је погинуло у овом рату или од његових последица.

### Прекид ватре са УНИТА-ом
Дана 22. фебруара 2002, Жонас Савимби вођа покрета УНИТА је убијен од стране владиних трупа и коначни прекид ватре је дошао на снагу. УНИТА је добила војно крило и место главне опозиционе партије.

## Административна подела
Ангола је подељена на осамнаест провинција (províncias) и 163 општине. Провинције су:
1. Бенго
2. Бенгуела
3. Бије
4. Кабинда
5. Квандо Кубанго
6. Северна Кванза
7. Јужна Кванза
8. Кунене
9. Хуамбо
10. Хуила
11. Луанда
12. Северна Лунда
13. Јужна Лунда
14. Маланже
15. Мошико
16. Намибе
17. Ујиже
18. Заире

## Становништво
Три највеће етничке групе у Анголи говоре банту језицима и то су Овимбунду који чине 37 %, Мбунду 25 % и Баконго 13 %. Остале етничке групе укључују Чокве (или Лунда), Гангуела, Амбо, Хереро, Ксидунга. Такође има и мешаних раса (Европљани и Африканци) који чине 2 % становништва и око 1 % белаца, већином етнички Португалци.
У јулу 2007. Ангола је имала 12.263.596 становника, а већ 2009. око 18.498.000 становника, док према процени из 2023. има 37.290.193. становника.
Португалски је службени језик, поред њега признат статус националног језика имају и језици из банту групе: киконго, лунда, умбудну, кимбунду, гангуела и квањама. Процењује се да је португалски матерњи језик за око 39% популације, док га говори 71% према попису из 2014. Према истом попису 23% говори умбунду, док преостали говоре остале банту језике као што су: киконго, кимбунду, чокве... Велики проценат популације говори 2 или више језика.
Пошто нема тачних података о верској припадности, процењује се да су 56,4% римокатолици, 23,4% протестанти, 13,6% неопредељени хришћани, 4,5% традиционалне афричке религије. Нерелигиозних је око 1% док је осталих 1,1%. Процењује се да је муслимана од 80.000 до 90.000, док Исламска заједница у тој земљи тврди да је број виши и да износи око 500.000.